# Train (álbum)
Train é o álbum de estreia da banda homónima, lançado a 24 de fevereiro de 1998.

## Faixas
Todas as faixas escritas e compostas por Train. 
| CD             |                 |         |  |
| N.º            | Título          | Duração |  |
| 1.             | "Meet Virginia" | 4:00    |  |
| 2.             | "I Am"          | 4:29    |  |
| 3.             | "If You Leave"  | 3:29    |  |
| 4.             | "Homesick"      | 4:39    |  |
| 5.             | "Free"          | 3:58    |  |
| 6.             | "Blind"         | 5:01    |  |
| 7.             | "Eggplant"      | 3:11    |  |
| 8.             | "Idaho"         | 4:57    |  |
| 9.             | "Days"          | 4:39    |  |
| 10.            | "Rat"           | 4:32    |  |
| 11.            | "Swaying"       | 4:12    |  |
| 12.            | "Train"         | 5:34    |  |
| 13.            | "Heavy"         | 3:49    |  |
| Duração total: | Duração total:  | 56:38   |  |

## Paradas
| Críticas profissionais                                                      | Críticas profissionais |
| Avaliações da crítica                                                       | Avaliações da crítica  |
| Fonte                                                                       | Avaliação              |
| --------------------------------------------------------------------------- | ---------------------- |
| Allmusic                                                                    | [ 2 ]                  |
| Esta tabela precisa de ser acompanhada por texto em prosa. Consulte o guia. |                        |

| Ano  | Parada        | Posição |
| ---- | ------------- | ------- |
| 1999 | Heatseekers   | 1       |
| 1999 | Billboard 200 | 76      |

### Singles
| Ano  | Canção          | Paradas Musicais        | Posição |
| ---- | --------------- | ----------------------- | ------- |
| 1998 | "Free"          | Mainstream Rock         | 12      |
| 1999 | "Meet Virginia" | Billboard Hot 100       | 15      |
| 1999 | "Meet Virginia" | Modern Rock Tracks      | 25      |
| 1999 | "Meet Virginia" | Adult Top 40            | 2       |
| 1999 | "Meet Virginia" | Top 40 Mainstream       | 10      |
| 1999 | "Meet Virginia" | Mainstream Rock         | 21      |
| 1999 | "Meet Virginia" | Top 40 Tracks           | 12      |
| 2000 | "Meet Virginia" | Top 40 Adult Recurrents | 1       |
| 2000 | "I Am"          | Adult Top 40            | 35      |

### Certificações
| Organização | Certificação | Data                |
| ----------- | ------------ | ------------------- |
| RIAA        | Platina      | 21 de março de 2021 |

## Créditos
- Charlie Colin - Baixo
- Charlie Gillingham - Órgão, piano
- Rob Hotchkiss - Guitarra, harmónica, vocal, vocal de apoio
- Curtis Mathewson - Sintetizador, produtor
- Pat Monahan - Percussão, vocal, letrista
- Jimmy Stafford - Guitarra, bandolim, vocal
- Scott Underwood - Percussão, bateria